# Championnats d'Europe féminins de boxe amateur 2004
Navigation
Édition précédente Édition suivante
Les 3e championnats d'Europe de boxe amateur  féminins se sont déroulés du 3 au 10 octobre 2004 à Riccione, en Émilie-Romagne (Italie).
Organisées par l'European Boxing Confederation (EUBC), les compétitions se sont disputées dans 13 catégories de poids différentes.

## Résultats

### Podiums
| Catégories                   | Or                | Argent              | Bronze                                     |
| Poids pailles (-46 kg)       | Yelena Sabitova   | Derya Aktop         | Carmela Chiacchio Carmelia Negrea          |
| Poids mi-mouches (-48 kg)    | Tetyana Lebedyeva | Monika Csik         | Laura Tosti Beyan Karaciobioglu            |
| Poids mouches (-50 kg)       | Simona Galassi    | Viktoriya Usachenko | Diana Ungureanu Hasibe Özer                |
| Poids super-mouches (-52 kg) | Floarea Lihet     | Sumeyra Kaya        | Audrey Garcia Loredana Piazza              |
| Poids coqs (-54 kg)          | Mihaela Cijevschi | Kari Jensen         | Lyudmila Grytsay Yevgeniya Grebenshchikova |
| Poids plumes (-57 kg)        | Marzia Davide     | Myriam Chomaz       | Zsuzsana Szuknai Yelena Karpacheva         |
| Poids légers (-60 kg)        | Gulsum Tatar      | Eva Wahlström       | Yuliya Nemtsova Anna Kasprzak              |
| Poids super-légers (-63 kg)  | Vinni Skovgaard   | Cecilia Brækhus     | Anastasiya Savinova Mariya Karlova         |
| Poids welters (-66 kg)       | Irina Sinetskaya  | Anna Ingman         | Mehtap Bakis Larisa Pop                    |
| Poids super-welters (-70 kg) | Olga Slavinskaya  | Nurcan Çarkçi       | Karolina Łukasik Rahel Richter             |
| Poids moyens (-75 kg)        | Anna Laurell      | Anita Ducza         | Mihaela Marcut Emine Özkan                 |
| Poids mi-lourds (-80 kg)     | Anzhelika Torska  | Galina Ivanova      | Ewa Piwowarska Selma Yagçi                 |
| Poids lourds (+80 kg)        | Maria Kovács      | Anna Zhelyuk        | Mariya Yaroskaya Ekaterina Papakostantinou |

### Tableau des médailles
| Place | Pays              | Médaille d'or, Europe | Médaille d'argent, Europe | Médaille de bronze, Europe | Total |
| ----- | ----------------- | --------------------- | ------------------------- | -------------------------- | ----- |
| 1     | Russie            | 3                     | 2                         | 5                          | 10    |
| 2     | Ukraine           | 2                     | 1                         | 2                          | 5     |
| 3     | Roumanie          | 2                     | 0                         | 4                          | 6     |
| 4     | Italie            | 2                     | 0                         | 3                          | 5     |
| 5     | Turquie           | 1                     | 3                         | 4                          | 8     |
| 6     | Hongrie           | 1                     | 2                         | 2                          | 5     |
| 7     | Suède             | 1                     | 1                         | 0                          | 2     |
| 8     | Danemark          | 1                     | 0                         | 0                          | 1     |
| 9     | Norvège           | 0                     | 2                         | 1                          | 3     |
| 10    | France            | 0                     | 1                         | 1                          | 2     |
| 11    | Finlande          | 0                     | 1                         | 0                          | 1     |
| 12    | Pologne           | 0                     | 0                         | 2                          | 2     |
| 13    | Allemagne         | 0                     | 0                         | 1                          | 1     |
| 13    | Grèce             | 0                     | 0                         | 1                          | 1     |
| Total | 14 pays médaillés | 13                    | 13                        | 26                         | 52    |